# Beau Brocade
Beau Brocade er en britisk stumfilm fra 1916 af Thomas Bentley.

## Medvirkende
- Mercy Hatton som Lady Patience
- Charles Rock som Sir Humphrey Challoner
- Austin Leigh som Jack Bathurst
- Cecil Mannering som Lord Stretton
- George Foley som John Stitch